# Marianna Borawska
Marianna Borawska (ur. 1 listopada 1937 w Bielisze) – polska bibliotekarka, wykładowczyni akademicka, posłanka na Sejm X kadencji.

## Życiorys
Ukończyła w 1966 studia w Wyższej Szkole Pedagogicznej w Gdańsku w kierunku filologia polska. Uzyskała następnie stopień naukowy doktora nauk humanistycznych. Pracowała jako wicedyrektor Szkoły Podstawowej nr 6 w Słupsku, a następnie jako nauczyciel akademicki, uzyskała uprawnienia starszego kustosza dyplomowanego. Przed przejściem na emeryturę zajmowała od 1972 stanowisko dyrektora Biblioteki Głównej w Pomorskiej Akademii Pedagogicznej w Słupsku. Należała do Związku Nauczycielstwa Polskiego, wchodziła w skład prezydium Ligi Kobiet Polskich i była wiceprezesem Towarzystwa Przyjaźni Polsko-Francuskiej w Słupsku. Członkini Państwowej Komisji Egzaminacyjnej dla Bibliotekarzy Dyplomowanych przy Ministerstwie Edukacji Narodowej oraz Oddziału Informacji Naukowej Polskiej Akademii Nauk w Poznaniu.
Pełniła mandat radnej Miejskiej (1978–1984) i Wojewódzkiej Rady Narodowej (1984–1988) w Słupsku. W 1989 uzyskała mandat posłanki na Sejm kontraktowy. Została wybrana w okręgu słupskim z puli Polskiej Zjednoczonej Partii Robotniczej. Na koniec kadencji należała do Poselskiego Klubu Pracy. Zasiadała w Komisji Kultury i Środków Przekazu, Komisji Mniejszości Narodowych i Etnicznych oraz w Komisji Nadzwyczajnej do rozpatrzenia projektu ustawy o ochronie prawnej dziecka poczętego.
Bez powodzenia kandydowała do parlamentu w 1991 z ramienia Ruchu Demokratyczno-Społecznego i w 1997 z listy Unii Pracy. Zasiadała we władzach krajowych UP.
Jest autorką publikacji poświęconych biblioterapii, m.in. opracowania Terapeutyczna rola utworu literackiego i możliwości jej wykorzystania w pracy bibliotekarzy (1994).

## Odznaczenia i wyróżnienia
- Krzyż Kawalerski Orderu Odrodzenia Polski (1987)
- Złoty Krzyż Zasługi (1979)
- Medal Komisji Edukacji Narodowej (1979)
- Odznaka „Zasłużony Działacz Kultury”
- Złota Odznaka Stowarzyszenia Bibliotekarzy Polskich
- Odznaka „Zasłużony dla Archiwistyki”
- Odznaka Ligi Kobiet Polskich
- Honorowa Odznaka „Za Zasługi dla Województwa Słupskiego i dla Miasta Słupska”[1]
- Tytuł honorowego obywatela Słupska (2021)[2]